# A New Day at Midnight
A New Day at Midnight è il sesto album in studio del cantautore inglese David Gray, pubblicato nel 2002.

## Tracce
1. Dead in the Water – 3:07
2. Caroline – 3:39
3. Long Distance Call – 3:42
4. Freedom – 6:48
5. Kangaroo – 3:32
6. Last Boat to America – 4:50
7. Real Love – 4:40
8. Knowhere – 3:55
9. December – 3:35
10. Be Mine – 4:24
11. Easy Way to Cry – 3:53
12. The Other Side – 4:31